# Limnophila (Limnophila) schranki
Limnophila (Limnophila) schranki is een tweevleugelige uit de familie steltmuggen (Limoniidae). De soort komt voor in het Palearctisch gebied.